# Железничка станица Путинци
Железничка станица Путинци је једна од железничких станица на прузи Београд-Шид. Налази се у насељу Путинци у општини Рума. Пруга се наставља у једном смеру ка Руми и у другом према  Голубинцима. Железничка станица Путинци састоји се из 5 колосека.